# 弗里德林根戰役
弗里德林根戰役（法語：Bataille de Friedlingen）發生於1702年10月14日，是西班牙王位繼承戰爭中的一場戰役，由維拉爾率領的法國軍隊在越過萊茵河後，於神聖羅馬帝國境內擊敗了由巴登藩侯率領的軍隊。

## 註腳
1. 1 2  Lynn (1999), p. 276.
2. 1 2 3  Batailles françaises, 6e série, page 80  （页面存档备份，存于）